# 原州空港
原州空港（ウォンジュくうこう、韓国語：원주공항、英語：Wonju Airport）は、大韓民国江原特別自治道南部の原州市北部にある空港。
原州市の北東方向に位置し、ターミナルビル自体は横城郡横城邑曲橋里にある。時刻表では「原州／横城」と表記される。ターミナルビルと駐機場・滑走路が離れているため、搭乗客はバスで飛行機まで移動することになる。その際、一旦保安区域外の一般道に出て、駐機場のある原州空軍基地に移動することになる。
原州空軍基地を併設しており、韓国空軍の第8戦闘航空団等が駐留している。

## 沿革
- 1975年：開港
- 1993年1月：民間航空受け入れ決定
- 1995年11月：民間航空受け入れのための拡張工事開始
- 1997年2月：大韓航空乗り入れによる民間航空受け入れ開始
- 2020年10月：ジンエアーが就航。それと入れ替えに、大韓航空が撤退。

## 就航路線
| 航空会社   | 就航地         |
| ---------- | -------------- |
| ジンエアー | 済州（1日2便） |

- 2002年7月15日までは釜山にも就航していた。